# Way Down in the Rust Bucket
Way Down in the Rust Bucket est un album de Neil Young enregistré en public en 1990 et sorti en 2020,.

## Titres
Tous les titres ont été écrits par Neil Young.
- Disque 1 :
  - Country Home
  - Surfer Joe and Moe the Sleave
  - Love to Burn
  - Days that Used to be
  - Bite the Bullet
  - Cinnamon Girl
  - Farmer John
  - Over and Over
  - Danger Bird
  - Don't Cry no Tears
  - Sedan Delivery

- Disque 2
  - Roll Another Number (For the Road)
  - Fuckin’ Up
  - T-Bone
  - Homegrown
  - Like a Hurricane
  - Love and Only Love
  - Cortez the Killer

## Musiciens
Neil Young with Crazy Horse